# Хизанишвили, Нодар Георгиевич
Нодар Георгиевич Хизанишвили (груз. ნოდარ ხიზანიშვილი; род. 31 января 1953, Тбилиси, Грузинская ССР, СССР) — советский и грузинский футболист, защитник, тренер. Заслуженный мастер спорта СССР (1981).

## Карьера
Начал карьеру в Батуми. В 1973 году перешёл «Динамо» (Тбилиси), в котором провёл бо́льшую часть своей карьеры. В тбилисской команде на протяжении нескольких сезонов был важным звеном и оплотом обороны вместе с Александром Чивадзе, Тенгизом Сулаквелидзе, Тамазом Коставой, Шотой Хинчагашвили и другими защитниками грузинского клуба.

Выделялся волевыми качествами, боевитостью и надёжностью. Умело действовал позиционно, часто подключался к атакам, хорошо играл головой.— 
Завершил карьеру в «Торпедо» из Кутаиси, за которое провёл 6 матчей в чемпионате СССР 1983 года.
Всего в Высшей лиге чемпионата СССР провёл 165 матчей. В еврокубковых турнирах УЕФА сыграл 22 матча, забил 1 мяч.
В 1990-е годы работал главным тренером в грузинских клубах.

### В сборной
За сборную СССР провёл один матч — в 1982 году против сборной Аргентины (1:1).

## Достижения

### Командные
- Чемпион СССР: 1978
- Серебряный призёр чемпионата СССР: 1977
- Бронзовый призёр чемпионата СССР (3): 1976 (весна), 1976 (осень), 1981
- Обладатель Кубка СССР (2): 1976, 1979
- Обладатель Кубка обладателей кубков УЕФА: 1980/81

### Личные
- В списке 33 лучших футболистов сезона: № 3 (1981, 1982)

## Личная жизнь
Сын Зураб также профессиональный футболист.